# Phim parody
Một phim parody hay phim nhái là một thể loại con của phim hài mà nhại lại các thể loại phim khác hoặc các phim khác, tạo thành các tác phẩm bắt chước phong cách của nhiều phim gộp lại với nhau. Mặc dù thể loại phim này thường bị các nhà phê bình bỏ qua, nhưng phim parody (phim nhái) lại thường có lợi nhuận khi ra rạp. Mockbuster là một thể loại khác của phim nhại được biết đến với việc kết hợp các yếu tố khoa học viễn tưởng, kinh dị, chiến tranh và thể loại phim kinh dị lại với nhau. Nó được biết đến như là một phim hài kết hợp.